# Łatwa cnota
Łatwa cnota (tytuł oryg. Easy Virtue) – brytyjski niemy dramat romantyczny z 1928 w reżyserii Alfreda Hitchcocka i według scenariusza Eliota Stannarda, oparty na sztuce teatralnej Easy Virtue autorstwa Noëla Cowarda z 1924. W rolach głównych wystąpili Isabel Jeans, Robin Irvine, Franklin Dyall i Ian Hunter. Akcja filmu koncentruje się na Laricie Filton (Jeans), której zatajona przeszłość staje się po latach przeszkodą w stworzeniu stabilnego związku z wywodzącym się z wyższych sfer bogatym młodzieńcem Johnem Whittakerem (Irvine).
W momencie premiery film Hitchcocka otrzymał w większości negatywne recenzje ze strony krytyków. Mieszane opinie wyrażali także biografowie, choć niektórzy z nich podkreślali techniczne umiejętności młodego reżysera i nowatorskie zastosowanie przez niego efektów specjalnych. Według Brytyjskiego Instytutu Filmowego (BFI) pełna wersja filmu, trwająca 94 minuty, nie zachowała się do czasów współczesnych.

## Fabuła

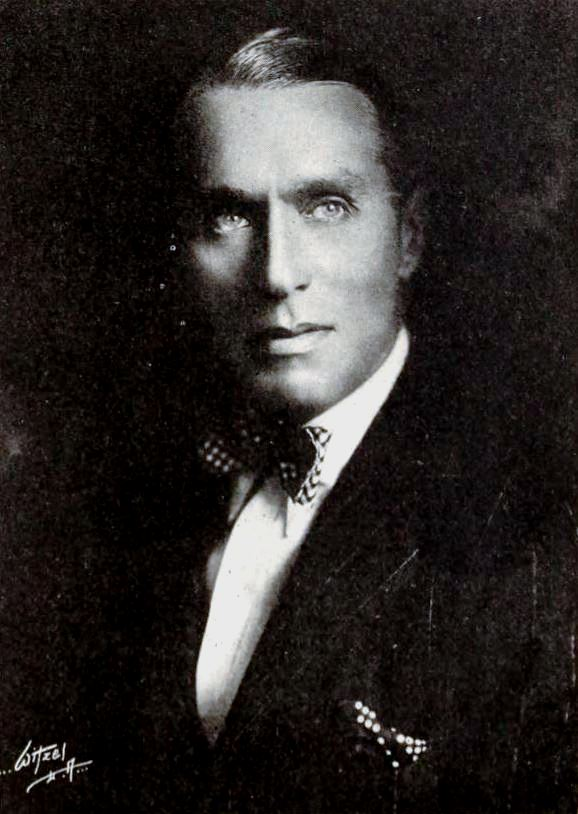
Frank Elliott, odtwórca roli pułkownika Whittakera, ojca Johna

Akcja filmu rozpoczyna się na sali sądowej. Znudzony sędzia spogląda przez swój monokl na zgromadzoną widownię i adwokata powoda. W następnej kolejności patrzy na zeznającą młodą blond kobietę Laritę Filton (Isabel Jeans). Adwokat (Ian Hunter) pyta ją, czy uważa, że ława przysięgłych uwierzy w to, że współpozwany (Eric Bransby Williams) nigdy jej nie pocałował. Filton w pierwszej chwili kręci głową i dłonią, lecz po chwili wstrzymuje swoje ruchy, uświadamiając sobie swoje przyznanie. Wzbudza tym samym wzburzenie zgromadzonej widowni, uciszanej przez sędziego. Adwokat prosi ją o powtórzenie swojego oświadczenia dotyczącego karafki, którą trzyma w dłoniach. Zbliżenie na przedmiot cofa film do sceny, w której pan Filton (Franklin Dyall), ubrany w garnitur biznesowy, nalewa napój z karafki i przygląda się artyście malującemu portret jego siedzącej w eleganckim fotelu żony. Kobieta z ukosa patrzy w stronę mężczyzny, nalewającego sobie kolejnego drinka. Unosi dłoń, chcąc go powstrzymać, lecz Filton nic sobie z tego nie robi. Zbliżenie na jego twarz przenosi akcję filmu z powrotem na salę sądową, gdzie mężczyzna w stanie silnego wzburzenia zaczyna podnosić głos. Uspokaja go jego prawnik, a kobieta kontynuuje swoje zeznania. Z retrospekcji wynika, że gdy mąż Larity był pod wpływem alkoholu, posiniaczył jej nadgarstek. Kiedy adwokat pyta ją, czy uważa go za nałogowego alkoholika, Larita spogląda smutnym wzrokiem w stronę ławy przysięgłych i kiwa twierdząco głową. Prawnik mężczyzny odczytuje napisany do kobiety przez współpozwanego list, z treści którego wynika, że mieli romans. Akcja filmu ponownie przenosi się do pracowni artystycznej, gdzie Larita siedzi w fotelu i czyta wspomniany list autorstwa Robsona. Mężczyzna przytula ją, lecz ona traktuje go sceptycznie. W tym czasie do studia wchodzi mąż Larity. Przez chwilę cała trójka stoi w milczeniu. Filton wybucha śmiechem, po czym powoli podchodzi do pary. Kobieta próbuje go powstrzymać, lecz bezskutecznie. Robson podbiega do szuflady biurka, chwyta za broń i strzela niecelnie w stronę Filtona. Mężczyzna podchodzi do niego i zaczyna okładać go swoją laską. Po kilku chwilach Filton mdleje. Robson stoi sparaliżowany strachem z bronią w dłoni. Larita próbuje ocucić i podnieść swojego męża. W tym czasie na miejsce przybywa zaalarmowany całym zdarzeniem policjant. Odzyskawszy przytomność Filton podnosi leżący obok niego list Robsona. Akcja filmu ponownie wraca na salę sądową, gdzie ława przysięgłych obraduje we własnym gronie. Wszyscy jednogłośnie uznają Laritę winną niewłaściwego prowadzenia się. Kobieta opuszcza budynek sądu, przed którym czeka na nią tłum natrętnych dziennikarzy i reporterów.
Larita wyjeżdża do jednego z hoteli położonych w rejonie Morza Śródziemnego. Jej tożsamość jest szeroko komentowana przez miejscowych. Gdy kobieta odpoczywa w fotelu na terenie kortów tenisowych, zostaje niechcący uderzona piłką w twarz. Sprawca czynu, John Whittaker (Robin Irvine), podchodzi do niej. Przeprasza ją i wpatruje się w posiniaczone oko Larity. Para nawiązuje towarzyską relację. Obydwoje udają się do hotelu, gdzie są obserwowani i poddawani różnym komentarzom ze strony innych gości pensjonatu. Larita i John spędzają czas, rozmawiając i relaksując się na tarasie z widokiem na morze. Gdy młodzieniec przygotowuje drinki, posługacz maskuje Laricie jej posiniaczone oko. John dostrzega bukiet kwiatów od innego mężczyzny. Nazajutrz chłopak przynosi Laricie kwiaty do jej apartamentu. Wtedy też dochodzi do pierwszego pocałunku pary. Gdy Larita podziwia krajobrazy w trakcie przejażdżki konnej, John całą swoją uwagę skupia na niej. Kobieta jest zakłopotana, kiedy młodzieniec wyznaje jej swoje uczucia. Gdy pyta go, czy nie chce się dowiedzieć czegokolwiek o niej, John zapewnia ją, że wystarczy mu to, że ją kocha, i nic innego się nie liczy. Larita uśmiecha się i dalej podziwia nadmorskie krajobrazy. Młodzieniec przyznaje, że mogliby się od razu pobrać i wrócić do jego rodziny, która z pewnością zaakceptowałaby wybrankę. W tym czasie woźnica zasypia i powóz zatrzymuje się na środku drogi, tworząc korek. Para decyduje się kontynuować podróż i zwiedzanie pieszo.

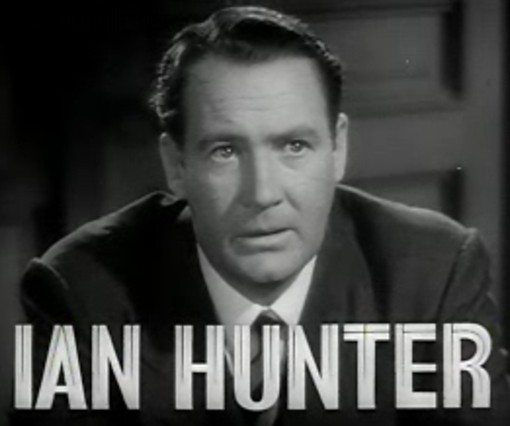
Ian Hunter, odtwórca roli pana Greene’a, prawnika oskarżyciela

Następnego dnia John i Larita pakują bagaże i udają się samochodem do rodziny chłopaka, zamieszkałej w eleganckiej rezydencji. Pan Whittaker (Frank Elliott) i młodsza siostra Johna, Hilda (Dorothy Boyd), z uprzejmością witają partnerkę ich syna. Pani Whittaker (Violet Farebrother) zachowuje większy dystans, wyrażając nadzieję, że Larita nie będzie się „nudzić naszym prostym życiem”. Informuje Johna, że Sarah (Enid Stamp Taylor) zje z nimi wspólny obiad. Starsza z sióstr, Marion (Dacia Deane), zaprowadza Laritę do pokoju, gdzie wyjaśnia kobiecie, że matka Johna zawsze miała nadzieję, że jej syn ożeni się z Sarah. Później para przygotowuje się do obiadu. John uspokaja podenerwowaną Laritę i przytula ją do siebie. W czasie posiłku pani Whittaker uważnie obserwuje kobietę i przyznaje, że już gdzieś widziała jej twarz. Zastanawia się, czy nie mają wspólnych przyjaciół, lecz kobieta zaprzecza. Po zakończeniu kolacji pan Whittaker, spożywając drinka, przyznaje swojemu synowi, że Larita jest fascynującą kobietą. Matka Johna w dalszym ciągu pozostaje sceptyczna. Wypytuje go co o niej wie, skąd pochodzi i kim jest, lecz w obronie Larity staje ojciec chłopaka. Poirytowany John wykrzykuje, że jest jego żoną. Prosi matkę, aby była miła dla jego partnerki. Pan Whittaker w tym czasie nalewa drinki w salonie. Widząc zdenerwowanego Johna i domyślając się powodów jego humoru, Larita przyznaje, że jest zmęczona i położy się spać. Udaje się na górę, gdzie nakazuje pokojówce opuszczenie sypialni. Zamyślona siada na łóżku.

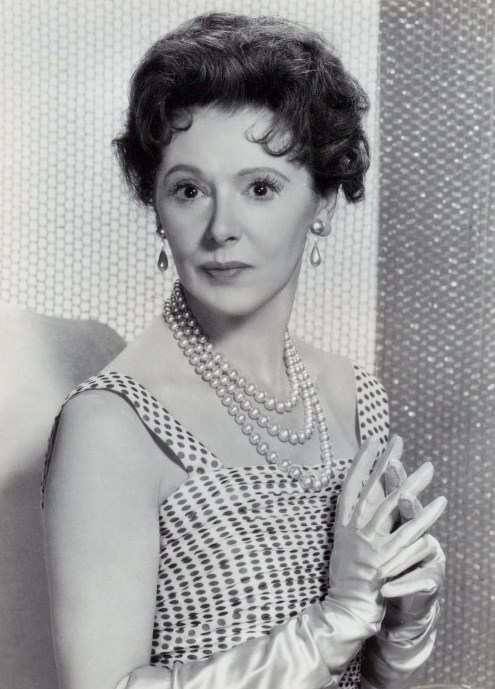
Isabel Jeans, odtwórczyni głównej roli Larity Filton

Nazajutrz cała rodzina obserwuje mecz polo. Larita dostrzega w tłumie prawnika jej byłego męża. Zakłopotana stara się go za wszelką cenę unikać. Pan Greene wita się z Johnem i przez chwilę rozmawiają. Po zakończeniu meczu wszyscy rozchodzą się do swoich samochodów. Larita wygląda przez szybę i zostaje zauważona przez Greene’a. Pani Whittaker wraz z jedną z córek przygotowuje zaproszenia na przyjęcie taneczne w swoim domu. Larita oferuje pomoc, lecz matka Johna odrzuca jej propozycję. Kobieta udaje się na zewnątrz, gdzie spotyka Johna. W tym czasie pod dom podjeżdża Green z żoną. Larita wraca do pokoju i zasypia. Budzi się po pewnym czasie z krzykiem. Zaniepokojony John przybiega do jej sypialni. Kobieta prosi go, aby wrócili na południe Francji, ponieważ nie jest szczęśliwa w jego domu. Uważa,  że rodzina chłopaka chce ich rozdzielić. John czuje się urażony i wychodzi.
Kolejnego dnia Larita siedzi w ogrodzie i czyta książkę. Przypadkiem podsłuchuje rozmowę Sarah z Johnem. Dziewczyna zarzuca mu, że niesprawiedliwie postępuje, lekceważąc Laritę. Chłopak przyznaje, że to wszystko było wielkim błędem, a rację miała jego matka. Usłyszawszy te słowa Larita wstaje i odchodzi. W międzyczasie jedna z sióstr Johna przegląda gazety i znajduje w nich zdjęcie całej rodziny, zrobione po meczu polo. Pokazuje je matce, która przypomina sobie głośną sprawę rozwodową Filtonów. Tymczasem pan Whittaker usiłuje pocieszyć zasmuconą Laritę. Do pokoju wchodzi matka Johna i jego siostra, zarzucając kobiecie ukrywanie sekretu. Pan Whittaker staje w obronie Larity, uważając, że jej przeszłe życie nie jest ich sprawą. Podsłuchawszy rozmowę Sarah mówi Johnowi, że bez względu na wszystko, musi on teraz być razem z Laritą. Chłopak udaje się do mieszkania, gdzie siostra wręcza mu gazetę. Larita, paląc papierosa, obserwuje jego reakcję. Matka Johna uważa, że jej zatajona przeszłość zhańbi całą rodzinę. Pomiędzy kobietami dochodzi do konfliktu. Całą sytuację bezskutecznie próbuje załagodzić pan Whittaker. Larita spogląda na Johna i udaje się do swojego pokoju, gdzie ojciec chłopaka przekonuje ją, że wszystko będzie dobrze, jeżeli John rzeczywiście ją kocha.
Przed rozpoczęciem wieczornego przyjęcia John jest przygnębiony. Wstaje i odchodzi od stołu. W rozmowie z synem i dwiema córkami pani Whittaker uznaje, że jedynym sposobem na uniknięcie otwartego skandalu będzie zachowywanie się w sposób naturalny. John początkowo sprzeciwia się woli matki, lecz w końcu jej ulega. Gdy pani domu przyjmuje i wita przybyłych gości, posługacz odcina na gorsecie sukni Larity siatkę, aby jej kreacja była bardziej odkryta. Zaproszeni goście z zaciekawieniem wypytują panią Whittaker o nową wybrankę jej syna. Matka Johna tłumaczy, że Larita nie czuje się najlepiej, i musiała zostać w swoim pokoju. W owym czasie jedna z sióstr usiłuje pocieszyć siedzącego na schodach Johna. Kiedy goście tańczą w parach, na schodach niespodziewanie pojawia się Larita, przykuwając uwagę zgromadzonych w salonie gości. Jej widokiem zaskoczeni są również John i wyraźnie niezadowolona pani Whittaker. Larita z uśmiechem na twarzy dementuje pogłoski o bólu głowy i udaje się do pana Greene’a, prawnika jej byłego męża. Zarzuca mu, że to on był głównym inicjatorem szpiegowania przez Filtonów jej przeszłego życia. Obydwoje tańczą, po czym udają się do sąsiedniego pokoju. Larita jest zła na siebie. Uważa, że poślubienie Johna było najbardziej tchórzliwą rzeczą, jaką kiedykolwiek zrobiła. Prosi prawnika o możliwość przeprowadzenia rozwodu. Pokojówka zaczyna pakować rzeczy kobiety. W rozmowie z Sarah Larita przyznaje, że opuszcza Johna i wyjeżdża na zawsze.
Prasa aktywnie rozpisuje się o rozwodzie. Tożsamość kobiety utrzymywana jest w tajemnicy. Larita obserwuje rozprawę z oddali, lecz jeden z reporterów ją rozpoznaje. Gdy kobieta opuszcza budynek sądu, zwraca się do tłumu zgromadzonych fotoreporterów: „Shoot, there is nothing left to kill!” (pol. „No już! Róbcie swoje, bo niczego więcej już nie uśmiercicie”).

## Obsada
Opracowano na podstawie materiału źródłowego:

- Isabel Jeans – Larita Filton
- Robin Irvine – John Whittaker, drugi mąż Larity
- Franklin Dyall – Aubrey Filton, pierwszy mąż Larity
- Eric Bransby Williams – Claude Robson, współpozwany
- Ian Hunter – pan Greene, prawnik oskarżyciela
- Violet Farebrother – pani Whittaker, matka Johna
- Frank Elliott – pułkownik Whittaker, ojciec Johna
- Dacia Deane – Marion Whittaker, starsza siostra Johna
- Dorothy Boyd – Hilda Whittaker, młodsza siostra Johna
- Enid Stamp Taylor – Sarah
- Benita Hume – recepcjonistka telefoniczna (niewym. w czołówce)
- Alfred Hitchcock – osoba opuszczająca kort tenisowy przez boczną bramę (cameo)[a]

## Produkcja

### Scenariusz i przygotowania
Sztuka Easy Virtue Noëla Cowarda po raz pierwszy została wystawiona w Londynie 9 lipca 1926. Łącznie na deskach Duke of York’s Theatre prezentowana była 132 razy. Wcześniej, bo w grudniu 1925, z powodzeniem wystawiano ją w Nowym Jorku. Początkowo prasa branżowa informowała, że Graham Cutts będzie odpowiedzialny za adaptację filmową. Coward spotkał się w siedzibie studia na Islington, by naradzić się z Alfredem Hitchcockiem podczas trwania zdjęć do melodramatu Na równi pochyłej (1927). Ponownej adaptacji jego sztuki dokonał w 1925 Eliot Stannard, przy współudziale Angusa MacPhaila i Ivora Montagu. W ocenie Patricka McGilligana sztuka Cowarda była przedsięwzięciem lepszym i bardziej prestiżowym niż utwór Davida L’Estrange’a (wspólny pseudonim Ivora Novello i Constance Collier), na podstawie którego zrealizowano Na równi pochyłej. W przeciwieństwie do sztuki Hitchcock nalegał na inne zakończenie; zamiast podkreślać kobiecy ostracyzm i zdradę, usiłował zwrócić uwagę na krzywdzące prawo i destrukcyjną rolę przedstawicieli prasy, szukających sensacji. Mimo obaw szefa Gainsborough Pictures Michaela Balcona, uważającego, że takie zakończenie może zmniejszyć dramatyczny wydźwięk sztuki, reżyser otrzymał od wytwórni wolną rękę w działaniu.

### Casting

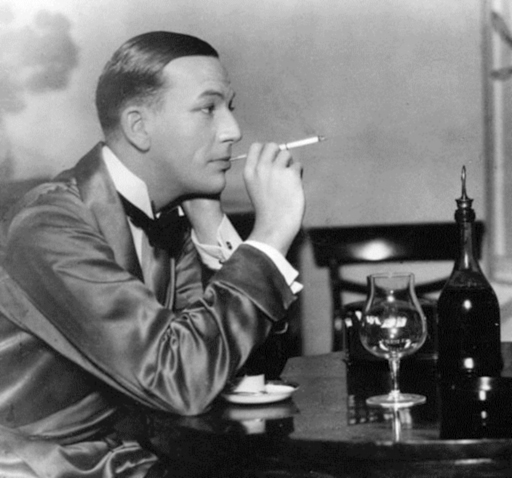
Noël Coward, autor sztuki na podstawie której zrealizowano film

Do obsady filmu Hitchcock zaangażował czwórkę głównych aktorów, którzy w 1927 wystąpili w Na równi pochyłej – Isabel Jeans jako prześladowaną ofiarę społecznej obłudy (branżowe recenzje zachęcały właścicieli kin do reklamowania aktorki; z kolei „Kinematograph Weekly” pisał: „porozmawiaj z gwiazdą”), Iana Huntera jako prawnika oraz Robina Irvine’a i Violet Farebrother, odpowiednio jako zalotnika z wyższych sfer i jego matkę.

### Realizacja
Pod koniec marca 1927, w trakcie realizacji ostatnich ujęć do Na równi pochyłej, Hitchcock nagrywał w Nicei i na francuskiej riwierze zdjęcia plenerowe do Łatwej cnoty. We Francji ekipa produkcyjna sfilmowała tła i plenery. Zdaniem McGilligana reżyser chętnie eksperymentował z obiektywem. W jednej z pierwszych scen, gdzie sędzia spogląda na adwokata powoda przez monokl, Hitchcock zastosował płynne przejście do zbliżenia. Jak podkreślali biografowie, w ówczesnych czasach był to efekt specjalny niemożliwy do osiągnięcia. Sam Hitchcock w następujący sposób wyjaśniał, jak udało mu się go uzyskać: „Musiałem powiększyć monokl, by obraz był ostry z niewielkiej odległości. Następnie wstawiłem w niego lustro zamiast przezroczystego szkła, a aktora grającego adwokata umieściłem za kamerą, natomiast jego dublera w długim ujęciu. Tak więc gdy monokl przesuwał się do kamery, widać było zbliżenie prawnika bez cięcia”. Kiedy operator Claude L. McDonnell rozchorował się, Hitchcock przejął jego obowiązki, czuwając nad oświetleniem oraz odpowiednim ustawieniem kamery. Łatwą cnotę nagrywano w Islington Studios. W trakcie realizacji Hitchcock miał konfliktowe relacje z Montagu, którego zaproszono do współpracy. Kwestia sporu dotyczyła kręcenia pomniejszych scen – reżyser był zdania, że nikt nie zwróci na nie uwagi. Według Donalda Spoto nieporozumienia te doprowadziły do chwilowego zerwania przyjacielskich stosunków Hitchcocka z Montagu.
Okres zdjęciowy zakończono w maju 1927, choć według niektórych źródeł jeszcze w czerwcu reżyser nagrywał scenę w londyńskim Roehampton Club. Łatwa cnota była ostatnim filmem Hitchcocka zrealizowanym dla Gainsborough Pictures. W tym samym miesiącu reżyser przeszedł do zreorganizowanej i nowo nazwanej British International Pictures (BIP).

## Odbiór

### Premiera kinowa i recenzje
Pierwsze pokazy filmu miały miejsce w sierpniu 1927. Brytyjska premiera Łatwej cnoty odbyła się 5 marca 1928. Liczne zastosowanie nowatorskich, jak na ówczesne czasy, efektów specjalnych spowodowało, że film spotkał się z aplauzem ze strony widowni. Mimo to recenzenci meli wiele zastrzeżeń co do filmu. Według Marca Raymonda Straussa, autora książki Alfred Hitchcock’s Silent Films (2015), spośród ośmiu najbardziej znaczących kompendiów terminologii filmowej, pięć przyznało Łatwej cnocie dwie lub dwie i pół gwiazdki (co oznaczało „słaby” bądź „średni”), argumentując między innymi: „Nudny melodramat społeczny z minimalnymi punktami zainteresowania, pomimo swojej czołówki”. Magazyn branżowy „The Bioscope” napisał: „Hitchcock zrobił wszystko co w jego mocy, na temat, który nie nadaje się do wyświetlania na ekranie (…) Pomimo doskonałej kreacji Isabel Jeans i zawsze widocznej zaradności Hitchcocka i okazjonalnego blasku, nie był to jeden z jego najbardziej efektownych filmów”. W podobnym tonie wyrażała się krytyk filmowa C.A. Lejeune, pisząc na łamach „The Guardian”, że „z całą swoją zręcznością, [to] nie jest dobry film”. „Yorkshire Evening Post” stwierdził, że Hitchcock „spisał się niezwykle dobrze w produkcji spektaklu, co do którego nie ma wątpliwości, że trudno jest go zamienić w ekranowy sukces”. Mimo dużych nadziei ze strony studia i wcześniejszych sukcesów Hitchcocka, Łatwa cnota okazała się klapą finansową.

### Reakcje po latach
| „Łatwa cnota to prawdopodobnie najlepszy przykład filmu czysto literackiego, tak powszechnego w Anglii w latach 20. XX wieku. Jednak Hitchcock podnosi to ponad normę.”– Robert A. Harris |

Charles Barr, autor książki English Hitchcock (2000), zauważył liczne podobieństwa między Łatwą cnotą a Na równi pochyłej (1927) – według niego oba filmy przedstawiają osobę, która podejmuje „koszmarną podróż z Anglii do Francji i z powrotem” – oraz dreszczowcem szpiegowskim Osławiona (1946; motyw z natrętnymi dziennikarzami i teściową). Jim McDevitt i Eric San Juan, w książce  A Year of Hitchcock: 52 Weeks with the Master of Suspense (2009), napisali: „W Łatwej cnocie Hitchcock traktuje o romansie i nieufności, o mrocznych tajemnicach próbujących rozpocząć nowe życie, o opresyjnych matkach oraz pozbawionych życia kobietach. To fascynująca tematyka, ale jako narracja film pozostawia jedynie chłód. Na szczęście techniczna sprawność i dramatyczna uczciwość Hitchcocka sprawiają, że Łatwa cnota jest warta zachodu, nawet jeśli historia temu zaprzecza”. Autorzy zwrócili uwagę na fakt, że w Łatwej cnocie reżyserowi udało się zaprezentować swoje umiejętności techniczne. „Cała sekwencja otwierająca jest po prostu pełna ciekawych akcentów, kreatywnych ujęć i efektywnego wykorzystania języka kina. Kiedy rozpoczyna się scena rozprawy sądowej, sędzia dramatycznie podnosi głowę do ujęcia, jego wzrok przenika przez kamerę. Wydaje się, że to ujęcie z arcydzieła Carla Theodora Dreyera Męczeństwo Joanny d’Arc z 1928”.
W ocenia McGilligana „Hitchcockowi z pewnością odpowiadał temat sztuki, która oskarżała ślepą sprawiedliwość i konwencjonalne postawy wobec rozwodu. Niestety był niemy, co ograniczyło dialogi Cowarda do kilku napisów między ujęciami, a ostateczny rezultat był tylko mdłym cieniem oryginału”. Zdaniem Petera Ackroyda historia kobiety, której zatajona przeszłość jest przeszkodą w stworzeniu stabilnego związku z bogatym i obiecującym młodzieńcem, była pradawnym wątkiem, ale reżyser podjął się go z entuzjazmem, ponieważ dla niego było to przede wszystkim studium winy i podglądactwa. „Wszystko tworzą oczy – czy to będą oskarżycielskie spojrzenia bohaterów filmu, czy widowni. Wnętrza są pełne luster i odbić, przeszłość bohaterki ujawniają zdjęcia gazetowe, a w najbardziej pamiętnej finałowej kwestii zwraca się ona do fotografów: «Shoot, there is nothing left to kill!»” (pol. „No już! Róbcie swoje, bo niczego więcej już nie uśmiercicie”). William K. Everson pisał w 1975: „W kontekście przeciętnego brytyjskiego filmu Łatwa cnota prezentuje olbrzymi krok naprzód: jest nie tylko nowatorska i ekranowa, ale jest także dziełem człowieka, który kocha swoją sztukę i chce robić z nią wspaniałe rzeczy”.
W wywiadzie z 1962 Hitchcock odniósł się do dwóch scen z filmu. Po pierwsze, wyraził dumę z ujęcia, w którym publiczność dowiaduje się o rezultacie propozycji małżeństwa Johna Whittakera z Laritą Filton poprzez wyraz twarzy operatorki telefonicznej (granej przez Benitę Hume). Po drugie uznał, że ostatnia karta dialogowa z tekstem: „No już! Róbcie swoje, bo niczego więcej już nie uśmiercicie”, jest „najgorszym tytułem, jaki kiedykolwiek napisałem”.

## Rekonstrukcja
W opinii Brytyjskiego Instytutu Filmowego (BFI) Łatwa cnota okazała się największym wyzwaniem dla zespołu restauracyjnego. Do czasów współczesnych zachowało się kilka odbitek na taśmie 16 mm w bardzo złej i znacznie skróconej wersji. Pierwotna długość taśmy wynosiła 7,390 stóp, co dawało około 94 minuty trwania filmu. Z obecnie zachowanych odbitek udało się odzyskać 5,434 stopy (69 minut). Zakrojone na międzynarodową skalę poszukiwania Łatwej cnoty przyniosły odnalezienie odbitek obrazu w Australii, Holandii, Stanach Zjednoczonych i w Wielkiej Brytanii, lecz wszystkie okazały się znacznie wyeksploatowanymi kopiami na taśmie 16 mm. Pochodzą one z tego samego źródła i zawierają identyczne uszkodzenia. Pracownicy BFI zminimalizowali zarysowania i uszkodzenia oraz przerobili napisy. Wybrano najlepsze źródło i zastąpiono kilka ujęć z drugiej odbitki, co pozwoliło poprawić jakość. Wszystkie główne tytuły i napisy zostały zrekonstruowane przy użyciu oryginalnych czcionek.